# کیهان‌شناسی مندایی

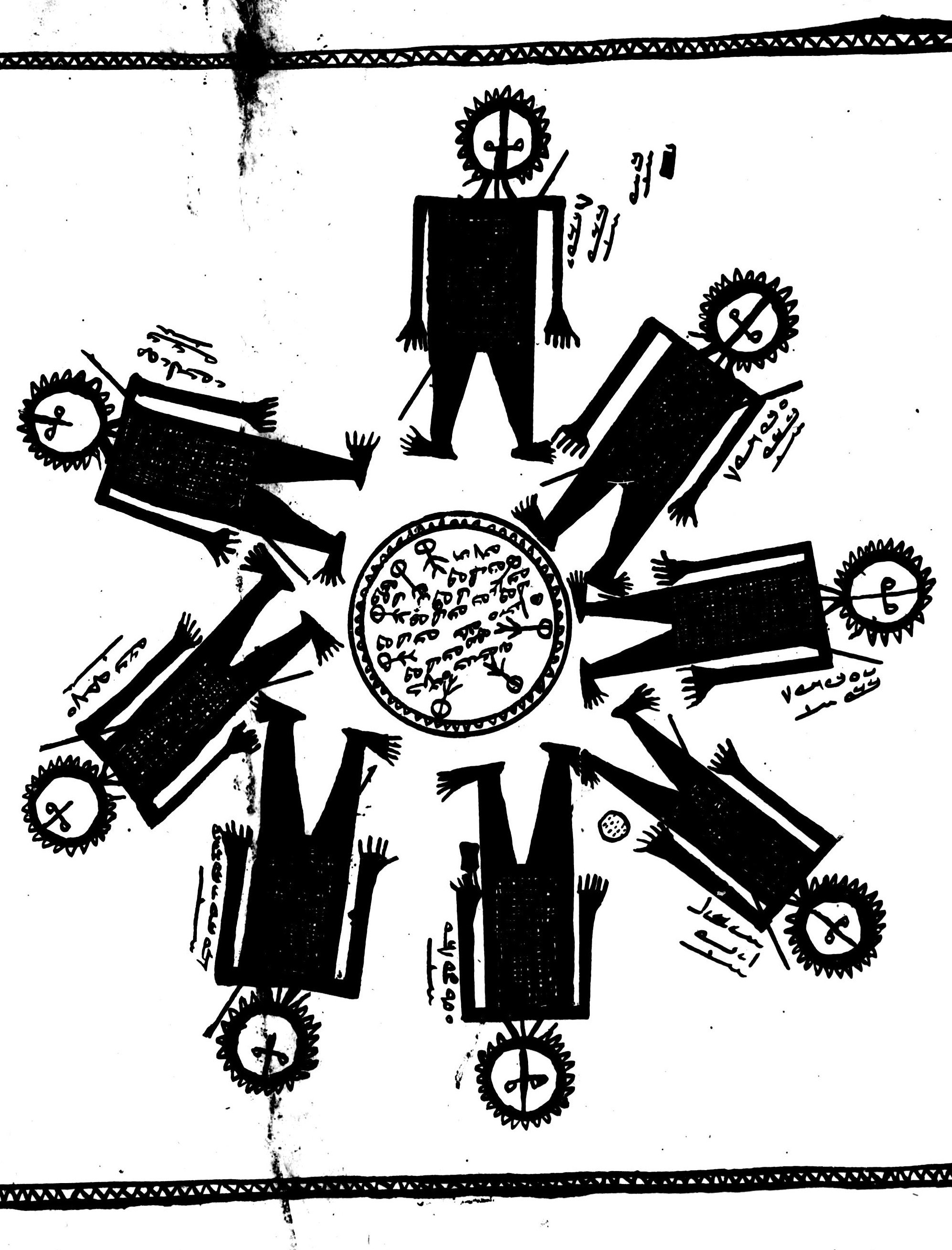
اثراها

کیهان‌شناسی مندایی (به انگلیسی: Mandaean cosmology) جلوه‌های اسطوره‌ای و حماسی و روایت‌های دینی مندائیان را شامل می‌شود که متون دینی مندایی ذکر شده‌اند. دین مندایی با وجود اینکه پیامبران بنی‌اسرائیلی دارد اما اساطیری جداگانه از سنت یهودی داشته و به سنن گنوسی و آئین‌ها و اعتقادات ایرانی نزدیک‌تر است. بنیاد اندیشهٔ مندایی همان دوگانه‌باوری، یا دوبن‌نگری است. دو گوهرِ روح و مادّه از آغاز آفرینش با هم در ستیزند. اساطیر مندایی بیشتر دربارهٔ اقلیم ازلیِ نور، آفرینش زمین و انسان، و سفر بازگشتِ روح به سرچشمهٔ سرزمینِ نور است.
خدای بزرگِ نورانی و روحانی در کیش مندایی، هیی یا حیات اعظم نام دارد که برابر نهادِ زروان در کیش مانی است. او همسری دارد به نام گنزالحیات (گنج زندگی)، که با او در کنار اثراها در بهشت برین که نامش اشخنتا است می‌زید.
یکی از این اثراها پتاهیل، آفرینندهٔ جهان مادی و انسان است. روح علوی را در نهاد انسان می‌نهند و معرفت را بدو می‌آموزاند. انسان از راه همین معرفت است که روح‌القدس را در می‌یابد و باید روح را از قفس آزاد کند. زمان و فضا، دیوی و اهریمنی‌اند. در عین حال، نجات‌ بخشان و راهنمایان آسمانی میان آسمان و زمین تردد می‌کنند تا دست‌گیرِ ره‌روان باشند.
جهان از دید اساطیر مندایی بر سه قسم است. جهان بالا که سرزمین نور است و نامحدود از همه طرف بجز جنوب و مرکز جهان مادی است و به آن آلما دنهورا می‌گویند که به معنی عالم نور است. در جنوب جهان زیرین قرار دارد که منداییان آن را سینیاویس می‌نامند. برزخ میان زمین و جهانِ روشنی قرار دارد، و همچون گذرگاهی سخت برای آزمایش ارواحِ نجات‌ یافته است و آن را امشونی کشطا نامیده‌اند. دیوانی هستند که نگاه‌بان برزخ‌اند و گاه پادافراه دهند و آزمون‌ کننده‌اند. اساطیر مانوی به طرز مشخصی ملهم از اساطیر مندایی می‌باشد.